# Alter Zwölf-Apostel-Kirchhof

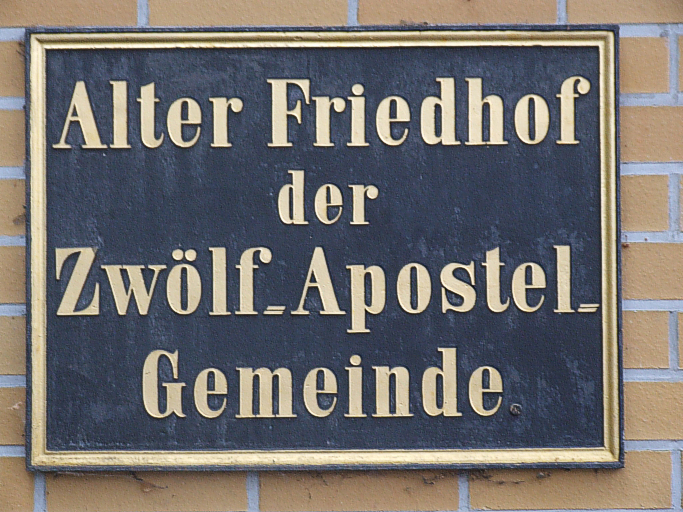
Eingangsschild

Der Alte Zwölf-Apostel-Kirchhof in der Kolonnenstraße 24–25 in Berlin-Schöneberg gehört zu den kunst- und kulturgeschichtlich bedeutendsten Begräbnisplätzen Berlins. Der Friedhof ist ein Gartendenkmal wegen seiner malerischen architektonischen und bildhauerischen Einzelelemente.

## Lage und Gestaltung

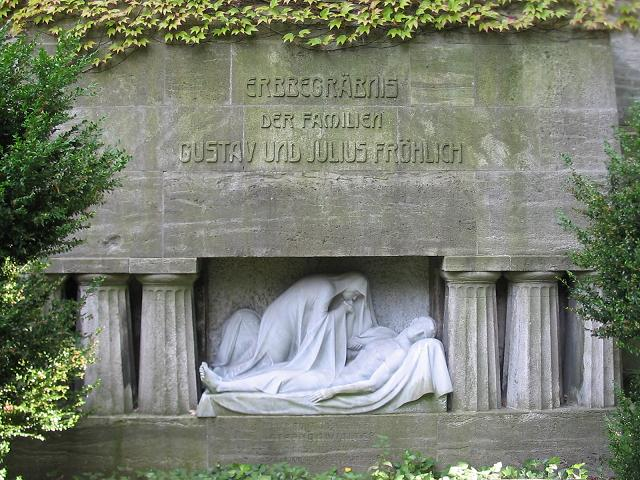
Erbbegräbnis der Familie Fröhlich, geschaffen von Stephan Walter, der hier ebenfalls beigesetzt wurde

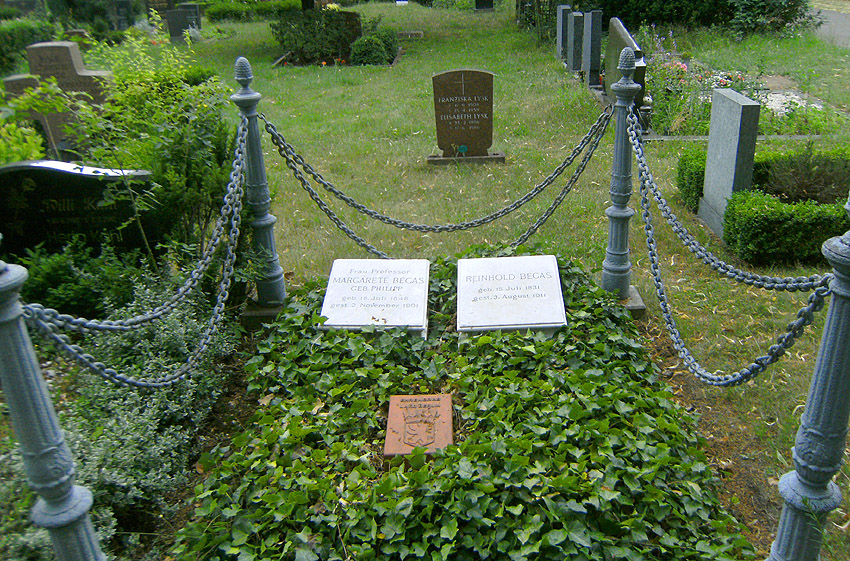
Grab des Bildhauers Reinhold Begas

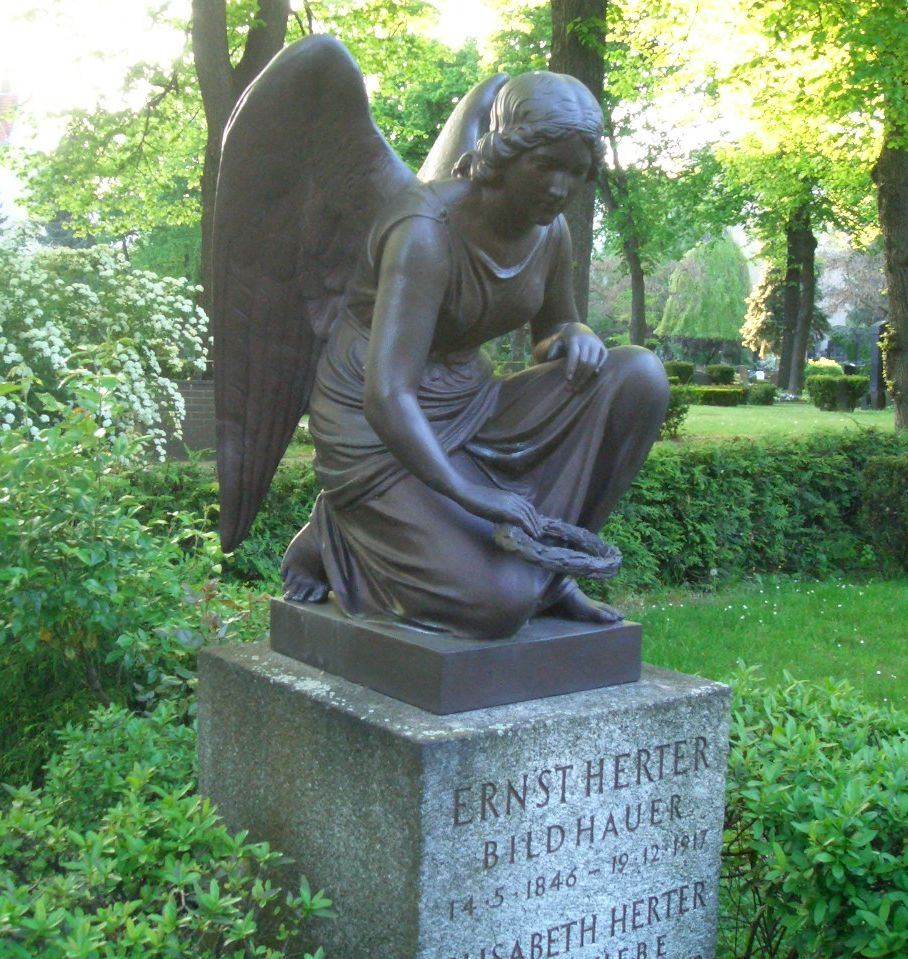
Grab des Bildhauers Ernst Herter

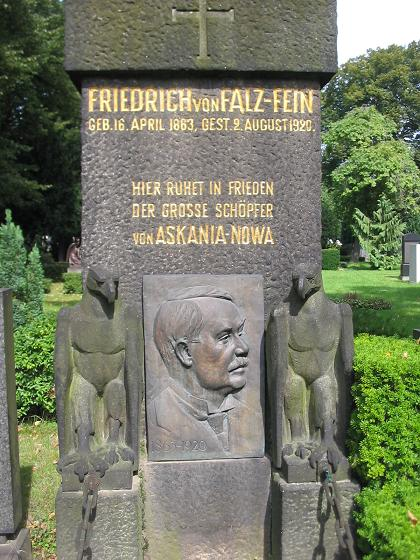
Grabstein für Friedrich von Falz-Fein, Gründer des heute noch bestehenden Naturreservats Askanija-Nowa in der Ukraine

Als erster Friedhof der Zwölf-Apostel-Gemeinde entstand der Alte Zwölf-Apostel-Kirchhof ab 1864 weit außerhalb des damals bewohnten Stadtgebietes auf Grundstücken des Militärfiskus. Das etwa rechteckig geschnittene Hauptgelände des Friedhofs wurde sukzessiv bis 1879 erworben und in Nutzung genommen. 1865/66 wurden die erste spätklassizistische Kapelle mit ihren Arkadengängen und die Totenhalle nach einem Entwurf von Bauinspektor Gaertner errichtet. Beide Gebäude stehen heute nicht mehr. Bereits 1882 war der Friedhof erstmals vollständig belegt. Im Jahr 1900 entstand ein neues Hofgebäude im Eingangsbereich.
Die Gestaltung des Zwölf-Apostel-Kirchhofs geht auf einen Entwurf des bekannten königlichen Garteninspektors Carl David Bouché von 1864 zurück. Bouché war seit 1843 im Botanischen Garten (heutiger Kleistpark) in der Nähe tätig und überwachte vermutlich die Ausführung der Friedhofsanlage. Von dieser Erstgestaltung blieben bis heute die ursprüngliche Gliederung der Anlage sowie das Hauptwegenetz mit den Lindenalleen erhalten. Inzwischen ist der Friedhof mit neuen Befestigungen und Neupflanzungen versehen worden. Anstelle des Totengräberhauses mit seinem Vorgarten sowie der 1944 zerstörten Kapelle und Totenhalle prägen heute die Bauten von 1957 und spätere Neugestaltungen das Erscheinungsbild. Der Zugang von der Kolonnenstraße erfolgt durch die Durchfahrt eines modernen Wohnhauses.

## Beschreibung
Der Friedhof bietet mit seinen an den Umfassungsmauern aufgereihten repräsentativen Erbbegräbnisanlagen des ausgehenden 19. und frühen 20. Jahrhunderts noch immer ein fast geschlossenes künstlerisch gestaltetes Erscheinungsbild nach italienischem Vorbild eines Campo Santo. Dieser einmalige Erhaltungsgrad besitzt im Vergleich zu anderen Berliner Friedhofsanlagen der gleichen Entstehungszeit Seltenheitswert.
Auffallend ist bei den Erbbegräbnisanlagen auf dem Alten Zwölf-Apostel-Kirchhof die Fülle an herausragenden künstlerischen Gestaltungen. Von den hier beigesetzten herausragenden Persönlichkeiten seien exemplarisch der Schriftsteller Ernst Wichert, der Naturwissenschaftler und Wissenschaftshistoriker Ludwig Darmstaedter, die Politiker Bernhard von Bülow und Friedrich Naumann, die Komponisten Moritz Jaffé und Robert Radecke und der Historiker Johann Gustav Droysen genannt. Insbesondere die bemerkenswerte Anzahl der auf dem Friedhof beigesetzten bedeutenden Künstler des 19. Jahrhunderts, wie die Bildhauer Reinhold Begas und Ernst Herter, deren Grabstätten mit galvanisch bronzierten Figuren bestückt sind, verweisen auf seinen hohen Stellenwert unter den Berliner Begräbnisstätten.
Im Rahmen der Arbeit der Stiftung Historische Kirchhöfe und Friedhöfe in Berlin-Brandenburg fanden zwischen 1996 und 1998 auf dem Friedhof denkmalpflegerische Maßnahmen zur Instandsetzung und Konservierung von historischen Grabanlagen mit Mitteln der Stiftung Deutsche Klassenlotterie statt. Um die Sicherung und den Erhalt weiterer bedeutender Grabmäler zu gewährleisten, werden auch auf dem Alten Zwölf-Apostel-Kirchhof Grabpatenschaften angeboten.

## Gräber bekannter Persönlichkeiten
(±  =  Ehrengrab)
- Bertha von Arnswaldt (1850–1919), Salonnière
- Lotte Backes (1901–1990), Pianistin und Komponistin
- Reinhold Begas ±  (1831–1911), Bildhauer
- Heinrich Bertram ±  (1826–1904), Pädagoge, Kommunalpolitiker und Ehrenbürger
- Wilhelm Böckmann (1832–1902), Architekt
- Richard Brademann (1884–1965), Architekt
- Ludwig Brunow (1843–1913), Bildhauer (unauffällig im Familiengrab)
- Bernhard Ernst von Bülow (1815–1879), Diplomat und Staatssekretär
- Paul Eduard Crodel (1862–1928), Maler
- Ludwig Darmstaedter ± (1846–1927), Wissenschaftler und Chemiker
- Johann Gustav Droysen ± (1808–1884), Historiker
- Max Duncker (1811–1886), Historiker und Politiker
- Alexander von Falz-Fein ± (1864–1919), Naturforscher und Tierparkgründer
- Friedrich von Falz-Fein ± (1863–1920), Großgrundbesitzer und Tierparkgründer
- Ernst Eduard Fürstenau ± (1826–1913), Pädagoge und Stadtschulrat, Stadtältester
- Rudolf Genée (1824–1914), Schriftsteller, Theaterhistoriker und Rezitator
- Carl Georg Anton Graeb ± (1816–1884), königlicher Hofmaler, Landschafts- und Architekturmaler
- Friedrich Hammacher (1824–1904), Wirtschaftsführer, Reichstagsabgeordneter
- Wilhelm Heinroth (1842–1925), Richter und Parlamentarier
- Ernst Ludwig Herrfurth (1830–1900),  preußischer Innenminister
- Ernst Herter (1846–1917), Bildhauer
- Friedrich Kiel (1821–1885), Komponist, Hochschullehrer. 1971 verlegt nach Puderbach
- Günter Kießling (1925–2009), General (Grabstätte Nr. 201 – 1 – 51)
- Georg Klauer (1876–1947), Präsident des Reichspatentamts
- Hermann Knauer (1872–1909), Architekt (Neues Schauspielhaus, KaDeWe, Hotel Esplanade)
- Reinhold Koser ± (1852–1914), Historiker
- Karl Paul Marcus (1854–1932), Königlicher Hof-Kunstschlosser
- Friedrich Naumann ± (1860–1919), Theologe und Sozialpolitiker
- Remo Park (1955–2016), Musiker und Komponist
- Robert Radecke ± (1830–1911), Komponist und Kapellmeister
- Franz Reuleaux ± (1829–1905), Ingenieur und Professor
- Wilhelm Rimpau (1943–2024), Neurologe und Hochschullehrer
- Walter Julius Viktor Schoeller (1880–1965), Chemiker
- Victor Schröder (1862–1885), Wandgrab mit Bronzerelief von Carl Schuler
- Friedrich Schröder-Sonnenstern (1892–1982), Maler und Berliner Original
- Heinrich Spiero (1876–1947), Schriftsteller
- Hermann Wilhelm Vogel (1834–1898), Fotochemiker
- Robert Warthmüller (1859–1895), Maler
- Heinrich Wefing (1854–1920), Bildhauer
- Anton von Werner ± (1843–1915), Historienmaler
- Ernst Westphal/Westpfahl (1851–1926), Bildhauer ((Abt. EO-LM-032-034))
- Ernst Wichert (1831–1902), Schriftsteller